# Programa do Leite
O Programa do Leite foi o programa de distribuição gratuita de leite para gestantes e crianças de famílias carentes criado pelo então Prefeito de Natal, Garibaldi Alves Filho (1986-1989). O programa foi estadualizado pelo governador Geraldo Melo e nacionalizado pelo Presidente José Sarney. Eleito governador em 1994, Garibaldi reativou o Programa do Leite no Rio Grande do Norte, chegando a distribuir mais de 100 mil litros de leite por dia. Atribui-se, entre outras ações, a este programa a queda da mortalidade infantil no estado. A governadora Wilma de Faria deu sequência ao Programa que distribui hoje 155 mil litros de leite/dia.
Em julho de 2018 houve ameaça de suspensão do programa em Alagoas.